# Unité urbaine d'Apt
L'unité urbaine d'Apt est une unité urbaine française centrée sur la commune d'Apt, dans le département du Vaucluse en région Provence-Alpes-Côte d'Azur.

## Données générales
Dans le zonage réalisé par l'Insee en 2010, l'unité urbaine était composée de trois communes.
Dans le nouveau zonage réalisé en 2020, elle est composée des trois mêmes communes.
En 2022, avec 14 239 habitants, elle représente la 3e unité urbaine du département de Vaucluse, et occupe le 20e rang dans la région Provence-Alpes-Côte d'Azur.

## Composition de l'unité urbaine en 2020
Elle est composée des trois communes suivantes :
| Nom                | Code Insee | Département | Statut       | Superficie (km2) | Population (dernière pop. légale) | Densité (hab./km2) | Modifier                                    |
| ------------------ | ---------- | ----------- | ------------ | ---------------- | --------------------------------- | ------------------ | ------------------------------------------- |
| Apt (ville-centre) | 84003      | Vaucluse    | ville-centre | 44,57            | 10 297 (2022)                     | 231                | modifier les données · modifier les données |
| Gargas             | 84047      | Vaucluse    | banlieue     | 14,90            | 3 020 (2022)                      | 203                | modifier les données · modifier les données |
| Saignon            | 84105      | Vaucluse    | banlieue     | 19,60            | 922 (2022)                        | 47                 | modifier les données · modifier les données |

## Évolution démographique
| 1968   | 1975   | 1982   | 1990   | 1999   | 2008   | 2013   | 2020   |
| ------ | ------ | ------ | ------ | ------ | ------ | ------ | ------ |
| 10 834 | 13 033 | 14 276 | 15 399 | 15 094 | 15 161 | 16 204 | 14 872 |